# Коптяков, Максим Валерьевич
Макси́м Вале́рьевич Коптяко́в (21 июня 1987, Югорск) — российский боксёр второй средней весовой категории, выступает за сборную с 2008 года. Трёхкратный чемпион России, чемпион Европы, призёр Европейских игр. На соревнованиях представляет физкультурно-спортивное общество «Динамо», заслуженный мастер спорта.

## Биография
Максим Коптяков родился 21 июня 1987 года в Югорске, Тюменская область. Активно заниматься боксом начал в возрасте девяти лет в детско-юношеской спортивной школе «Смена» у тренера Алексея Харлова, позже присоединился к спортивному обществу «Динамо», где продолжил подготовку под руководством Юрия Васильева. Первого серьёзного успеха на ринге добился в 2004 году, когда занял третье место на турнире «Сталинградская битва» в Волгограде. Год спустя был там уже вторым, кроме того, выиграл чемпионат Европы среди юниоров в Таллинне, взял бронзу на мемориале Станислава Сорокина в Ногинске, добыл серебро на чемпионате мира среди студентов в Алма-Ате (проиграл будущему олимпийскому чемпиону Бакыту Сарсекбаеву — за достижения на этих турнирах ему присвоено звание мастера спорта международного класса. В 2007 году дебютировал на взрослом чемпионате России и сразу же получил бронзовую награду, после чего стал ездить на крупные международные турниры, в частности, съездил на соревнования в Бухарест, где выиграл серебряную медаль.
В 2008 году Коптяков победил во втором среднем весе на первенстве Вооружённых сил, стал чемпионом России, победив в финале Дмитрия Чудинова, а также попал в число серебряных призёров чемпионата Европы в Ливерпуле, в решающем матче не сумел пройти украинца Ивана Сеная. В 2011 году вновь выиграл чемпионат России и одержал победу на европейском первенстве в Анкаре — за эту победу удостоен почётного звания «Заслуженный мастер спорта России». В 2012 году боролся за путёвку на летние Олимпийские игры в Лондоне, но на отборочном турнире в Трабзоне проиграл турку Адему Кылыччи и остался без Олимпиады.
В 2015 году стал обладателем бронзовой медали Европейских игр.